# František Kún
František Kún, též Francis Kun (30. července 1825, Javorník – 6. ledna 1894, Ely, Iowa) byl český evangelicko-reformovaný duchovní, redaktor a profesor klasické literatury.

## Život
František Kún se narodil 30. července 1825 v Javorníku. Pocházel z rodiny s dlouholetou farářskou tradicí. Nejen jeho otec Karel Kún, ale i dědeček Alexander Kún byli evangelickými faráři. Dědeček patřil mezi evangelické duchovní, kteří přišli do Čech a na Moravu z Uher po vyhlášení tolerančního patentu v roce 1781. Od roku 1846 působil František Kún jako farní vikář v Miroslavi (tehdy spadající pod nosislavský sbor) a následně jako farář nově vzniklého sboru v Miroslavi. Byl velmi sečtělý a vládl dobrou znalostí devíti jazyků včetně latiny, řečtiny a hebrejštiny. V roce 1852 odešel do USA, kde nejprve pracoval jako Rolník v okrese Tana v Iowě a později též začal kázat. Po nějakém čase za ním, přijel jeho otec Karel Kún. František Kún se oženil s Annou Budkovou, s níž měl celkem devět dětí. V roce 1859 byl povolán ke službě nedaleko města Racine ve Wisconsinu a o rok později se přestěhoval do Ely ve státě Iowa, kde strávil zbytek života a kde byl také pohřben. Tam také od roku 1874 vydával měsíčník Hlas pravdy. Působil rovněž jako profesor klasických literatur na Western College.